# ソングス・イン・ザ・キー・オブ・ロック
『ソングス・イン・ザ・キー・オブ・ロック』（Songs in the Key of Rock）は、イギリスのハードロック・ボーカリスト/ベーシスト、グレン・ヒューズが2003年に発表したスタジオ・アルバム。日本で先行発売された。

## 解説
アルバム『ヒューズ/ターナー』（2002年）に参加したシェーン・ガラースの紹介により、当時ガラースと共にコズモスクアッドで活動していたジェフ・コールマンが共同プロデューサーに起用され、コールマンは最終的に、ソングライティングやギター・プレイにも貢献した。また、以前より親交のあったチャド・スミス（レッド・ホット・チリ・ペッパーズ）と、レコーディング上では初共演を果たしたアルバムに当たる。「ハイヤー・プレイセズ（ソング・フォー・ボンゾ）」はジョン・ボーナムに捧げられた曲である。アルバム・タイトルはスティーヴィー・ワンダーの作品『Songs in the Key of Life』（1976年）にちなんでおり、ヒューズ自身は本作の方向性に関して「1970年代当時の気持ちに立ち返って曲作りをした」「1973年の私に回帰していることに気づいた」と説明している。
Greg Pratoはオールミュージックにおいて5点満点中3.5点を付け「ヒューズのボーカルに関しては、彼と同世代であるクラシック・ロック系のリード・シンガー達の一部と異なり、今回の『ソングス・イン・ザ・キー・オブ・ロック』では過去最高に力強い」と評している。

## 収録曲
特記なき楽曲はグレン・ヒューズとJJ・マーシュの共作。9.は日本盤ボーナス・トラック。
1. イン・マイ・ブラッド - "In My Blood" - 4:39
2. ロスト・イン・ザ・ゾーン - "Lost in the Zone" (Glenn Hughes, JJ Marsh, Jeff Kollman) - 4:26
3. ガソリン - "Gasoline" - 3:10
4. ハイヤー・プレイセズ（ソング・フォー・ボンゾ） - "Higher Places (Song for Bonzo)" (G. Hughes, J. Kollman) - 5:04
5. ゲット・ユー・ストーンド - "Get You Stoned" (G. Hughes, J. Kollman) - 4:49
6. リトゥン・オール・オーヴァー・ユア・フェイス - "Written All Over Your Face" - 8:33
7. スタンディング・オン・ザ・ロック - "Standing on the Rock" (G. Hughes, J. Kollman) - 3:46
8. カレイジャス - "Courageous" (G. Hughes) - 4:25
9. チェンジ - "Change" - 4:35
10. ザ・トゥルース - "The Truth" (G. Hughes) - 3:28
11. ホェアエヴァー・ユー・ゴー - "Wherever You Go" - 5:31

アルバムの末尾には、1分08秒の隠しトラックが収録されている。

## 参加ミュージシャン
- グレン・ヒューズ - ボーカル、エレクトリックベース
- JJ・マーシュ - ギター
- ジェフ・コールマン - ギター
- エド・ロス - キーボード
- ゲイリー・ファーガソン - ドラムス

ゲスト・ミュージシャン
- アレックス・リガートウッド（英語版） - バックグラウンド・ボーカル
- チャド・スミス - ドラムス(on "Get You Stoned")
- ビリー・シーン - エレクトリックベース(on "Change")